# Xyris oblata
Xyris oblata är en gräsväxtart som beskrevs av Robert Kral och Lyman Bradford Smith. Xyris oblata ingår i släktet Xyris och familjen Xyridaceae. Inga underarter finns listade i Catalogue of Life.